# Oesena (Amarasi)
Oesena is een bestuurslaag in het regentschap Kupang van de provincie Oost-Nusa Tenggara, Indonesië. Oesena telt 1332 inwoners (volkstelling 2010).